# Opius nigrobrunneus
Opius nigrobrunneus är en stekelart som beskrevs av Granger 1949. Opius nigrobrunneus ingår i släktet Opius och familjen bracksteklar. Inga underarter finns listade i Catalogue of Life.